# Лютенбург
Лютенбург (нем. Lütjenburg) — город в Германии, в земле Шлезвиг-Гольштейн. 
Входит в состав района Плён.  Население составляет 5399 человек (на 31 декабря 2010 года). Занимает площадь 6,15 км². Официальный код  —  01 0 57 048.

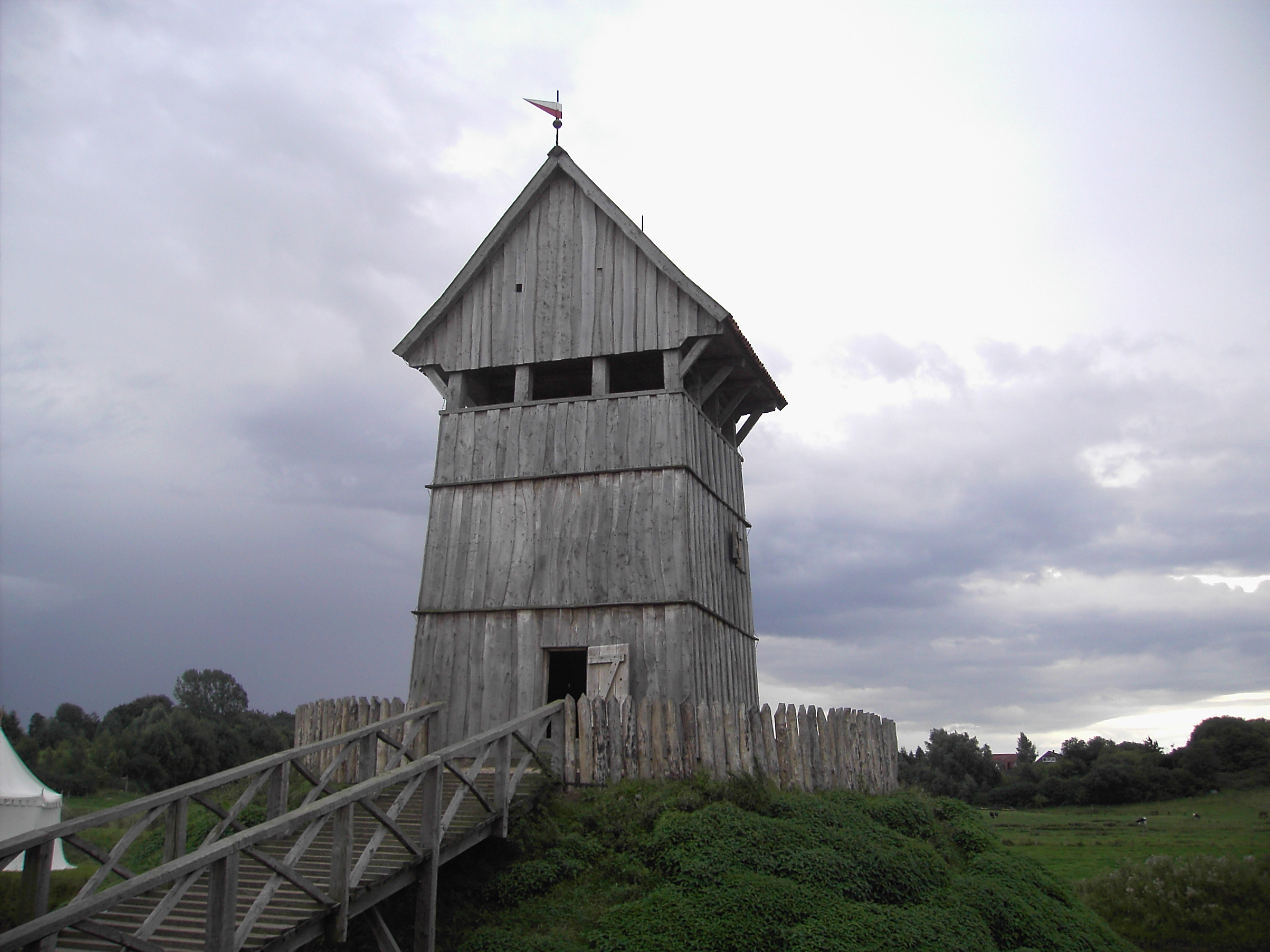
Башня